# Wereldkampioenschappen schaatsen afstanden 2016 - Massastart mannen
De massastart mannen op de wereldkampioenschappen schaatsen afstanden 2016 werd gereden op zondag 14 februari 2016 in het ijsstadion Kometa in Kolomna, Rusland.
Het was de tweede keer dat de massastart op het programma van de wereldkampioenschappen afstanden stond, maar het onderdeel was nog niet olympisch. Titelverdediger was Arjan Stroetinga die bovendien twee van de vier wereldbekerwedstrijden voorafgaand aan het wereldkampioenschap won. Ook Bart Swings en Alexis Contin wonnen eerder in het seizoen een wereldbekerwedstrijd, maar tijdens dit WK was het de Zuid-Koreaan Lee Seung-hoon die de titel won.

## Verslag
De tweede editie van het wereldkampioenschap massastart begon met Jorrit Bergsma die de race hard maakte voor zijn landgenoot Arjan Stroetinga. Shota Nakamura won de eerste tussensprint; Bergsma de tweede en Fabio Francolini de derde. Bergsma viel drie ronden voor het einde, in aanloop naar een massasprint. Stroetinga en Alexis Contin kwamen als eerste uit de laatste bocht, maar Lee Seung-hoon had meer snelheid en klopte Stroetinga en Contin met klein verschil.

## Plaatsing
De regels van de ISU schrijven voor dat er maximaal 24 schaatsers zich plaatsen voor het WK op deze afstand. Geplaatst zijn de beste 24 schaatsers van het wereldbekerklassement na vier manches, met een beperking van maximaal twee schaatsers per land.

## Uitslag
| Rang   | Naam                  | Land             | Ronden | Spr. 1 | Spr. 2 | Spr. 3 | Eindsprint | Punten | Tijd    |
| ------ | --------------------- | ---------------- | ------ | ------ | ------ | ------ | ---------- | ------ | ------- |
| Goud   | Lee Seung-hoon        | Zuid-Korea       | 16     |        |        |        | 60         | 60     | 7.18,26 |
| Zilver | Arjan Stroetinga      | Nederland        | 16     |        |        | 1      | 40         | 41     | 7.18,32 |
| Brons  | Alexis Contin         | Frankrijk        | 16     |        |        |        | 20         | 20     | 7.18,41 |
| 4      | Fabio Francolini      | Italië           | 16     |        |        | 5      |            | 5      | 7.19,35 |
| 5      | Shota Nakamura        | Japan            | 16     | 5      |        |        |            | 5      | 7.38,49 |
| 6      | Reyon Kay             | Nieuw-Zeeland    | 16     |        | 3      |        |            | 3      | 7.26,47 |
| 7      | Peter Michael         | Nieuw-Zeeland    | 16     |        |        | 3      |            | 3      | 7.31,60 |
| 8      | Shane Williamson      | Japan            | 16     | 3      |        |        |            | 3      | 7.38,42 |
| 9      | Livio Wenger          | Zwitserland      | 16     |        | 1      |        |            | 1      | 7.40,87 |
| 10     | Jordan Belchos        | Canada           | 16     |        |        |        |            | 0      | 7.20,36 |
| 11     | Nicola Tumolero       | Italië           | 16     |        |        |        |            | 0      | 7.20,99 |
| 12     | Joey Mantia           | Verenigde Staten | 16     |        |        |        |            | 0      | 7.21,39 |
| 13     | Haralds Silovs        | Letland          | 16     |        |        |        |            | 0      | 7.21,72 |
| 14     | Sverre Lunde Pedersen | Noorwegen        | 16     |        |        |        |            | 0      | 7.23,98 |
| 15     | KC Boutiette          | Verenigde Staten | 16     |        |        |        |            | 0      | 7.25,31 |
| 16     | Linus Heidegger       | Oostenrijk       | 16     |        |        |        |            | 0      | 7.27,89 |
| 17     | Sun Longjiang         | China            | 16     |        |        |        |            | 0      | 7.37,12 |
| 18     | Mathias Vosté         | België           | 16     |        |        |        |            | 0      | 7.37,59 |
| 19     | Kim Cheol-min         | Zuid-Korea       | 15     |        |        |        |            | 0      | 6.54,89 |
| 20     | Bart Swings           | België           | 15     |        |        |        |            | 0      | 6.55,02 |
| 21     | Jorrit Bergsma        | Nederland        | 13     | 1      | 5      |        |            | 0      | 6.40,19 |
| 22     | Viktor-Hald Thorup    | Denemarken       | 11     |        |        |        |            | 0      | 5.18,86 |
| 23     | Stefan Waples         | Canada           | 9      |        |        |        |            | 0      | 4.50,11 |
| 24     | Danila Semerikov      | Rusland          | 2      |        |        |        |            | 0      | 1.05,84 |

2015 · 
2016 · 
2017 ·
2019 ·
2020 ·
2021 ·
2023 ·
2024 ·
2025